# ベルーナレディースカップゴルフトーナメント
ベルーナレディースカップゴルフトーナメントは、2001年から2008年まで毎年7月第1週に通信販売会社のベルーナの主催により、ベルーナの本社がある群馬県甘楽郡甘楽町の小幡郷ゴルフ倶楽部を舞台に行われていた日本女子プロゴルフ協会公認の女子プロゴルフトーナメントの一つである。
2008年7月、ベルーナによる特定商取引法違反が発覚。経済産業省から6ヵ月間の業務停止命令を受けたことによる影響により、同年限りで大会を終了することになった。
2008年実績、賞金総額6000万円、優勝賞金1080万円。

## 歴代優勝者
- 第1回（2001年）：藤井かすみ
- 第2回（2002年）：藤野オリエ
- 第3回（2003年）：大山志保
- 第4回（2004年）：川崎充津子
- 第5回（2005年）：藤井かすみ
- 第6回（2006年）：横峯さくら
- 第7回（2007年）：福嶋晃子
- 第8回（2008年）：茂木宏美

## テレビ放送
- 大会2日目・最終日の模様をテレビ東京を始めとするTXN系列6局ネットとBSデジタル放送のBSジャパンで放送していた。